# Franziskanerkloster Freising
Das  Franziskanerkloster Freising war ein Kloster der Franziskaner-Reformaten in Freising in Bayern in der Diözese Freising.

## Geschichte
Das St. Franciscus Seraphicus geweihte Kloster wurde 1610 durch Ernst von Bayern, Kurfürst und Erzbischof von Köln sowie Bischof von Freising, gegründet. Erst war es Hospiz, ab 1621 Konvent innerhalb der Bayerischen Franziskanerprovinz (Bavaria), die zum strengeren Reformzweig der Reformaten im Franziskanerorden gehörte. Es befand sich im östlichen Teil der Altstadt, nördlich der Unteren Hauptstraße begrenzt durch die Weizengasse und den Unteren Graben. Im Kloster bestand ein Studienhaus für den Nachwuchs der Bayerischen Franziskanerprovinz, das 1685 von der Ordensleitung als Studium generale auch über die Provinz hinaus anerkannt wurde; dort ließ von 1691 bis 1713 die Diözese Freising ebenfalls ihre Priesteranwärter ausbilden. Auch die Domprediger am Freisinger Dom kamen aus dem Franziskanerkloster.
Das Kloster wurde 1803 im Zuge der Säkularisation aufgelöst. Bis 1836 wurden die Gebäude des Klosters abgerissen. 1842–44 wurde auf dem Gelände unter Nutzung ehemaliger Umfassungsmauern des Klosters eine Mädchenschule (heute Grundschule St. Korbinian) mit einer Kirche gebaut. Das Erdgeschoss des Gebäudes diente als Feuerwehr-Remise. Später entstand auf dem Gelände eine neue Feuerwache, die heutige Stadtbibliothek.